# Цілинне (Цілинний округ)
Ціли́нне (рос. Целинное) — село, центр Цілинного округу Курганської області, Росія.
Населення — 5076 осіб (2010, 5843 у 2002).
Національний склад станом на 2002 рік:
- росіяни — 90 %